# Franz Adlkofer
Franz Adlkofer est un médecin et professeur émérite de médecine allemand, né en 1935 et mort en 2022. Il est directeur scientifique et membre du conseil d'administration de la Fondation VERUM (Allemagne).

## Biographie
Il a travaillé sur les effets de l'industrie du tabac,.
De 1999 à 2004, il est le coordinateur du projet de recherche européen Reflex rassemblant 12 équipes de 7 états membres, sur les effets sur la santé des champs électromagnétiques.
Le 1er octobre 2007, à l'université ouverte sur le forum des scientifiques de Gelsenkirchen, Franz Adlkofer présente pour la première fois ses résultats concernant la recherche sur les conséquences des rayonnements UMTS sur les cellules humaines où a été mise en évidence "la coupure des brins d’ADN". Il conclut que "les rayonnements des GSM UMTS sont dix fois plus préjudiciables que ceux du GSM classique".